# Antarktiszi meteoritok

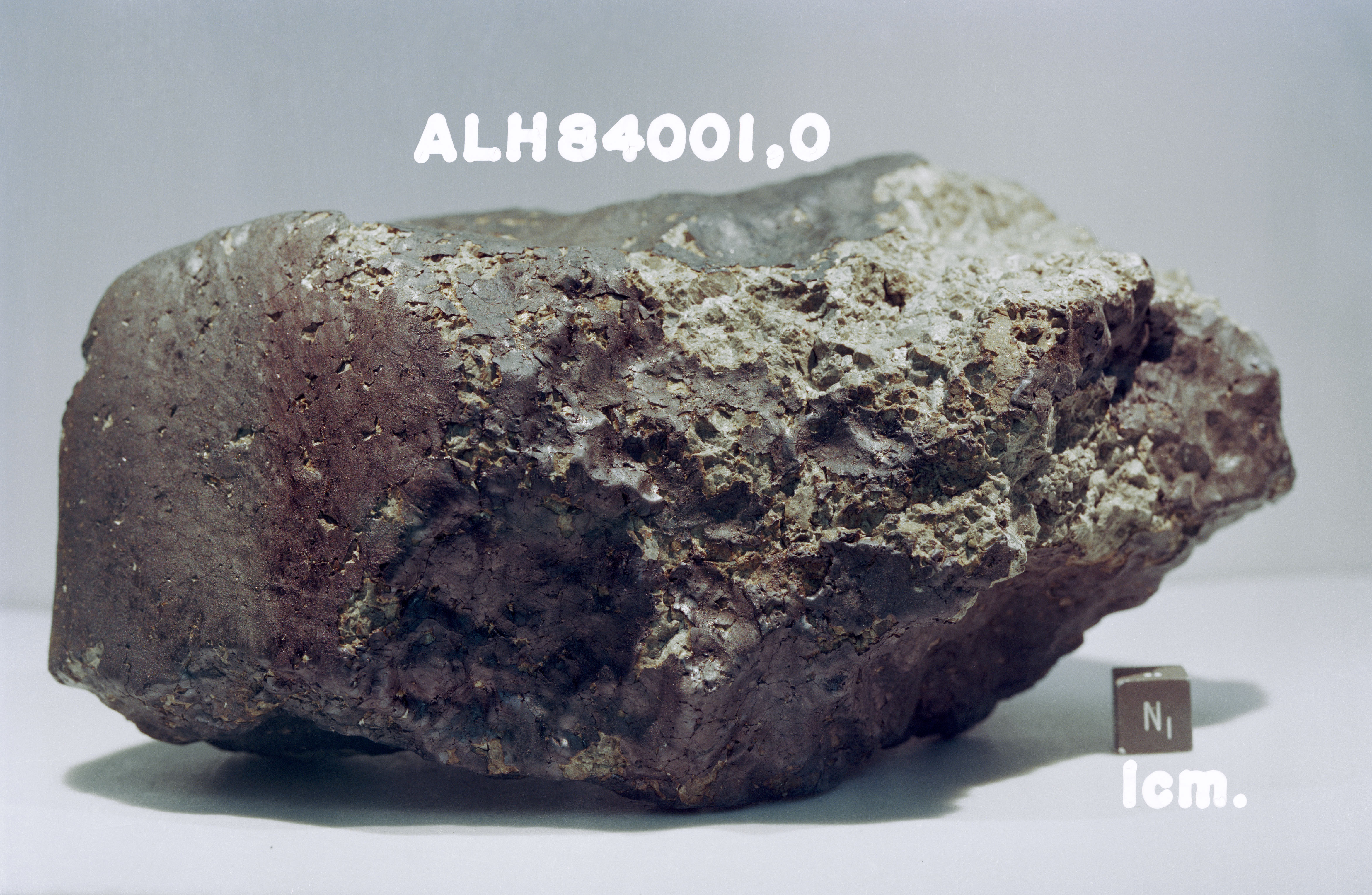
Az ALH84001 antarktiszi, marsi eredetű meteorit

Az antarktiszi meteoritok a Antarktiszon, tudományos expedíciók keretében módszeresen begyűjtött meteoritok.

## A módszeres gyűjtés kezdete
1969-ben japán kutatók az Antarktiszon egy alacsonyan szálló helikopterről fekete kőzetdarabokat vettek észre a fehér talajon. Leszálltak és a laboratóriumba víve megvizsgálták a begyűjtött 9 meteoritot. Mindegyik különböző volt. Ekkor jöttek rá arra, hogy valamilyen folyamat fölhalmozza a jeges kontinensre hulló meteoritokat. Programot indítottak az antarktiszi meteoritok begyűjtésére és ma (2008-ban) már mintegy 17 000 darab meteorit van a tokiói Nemzeti Sarkkutató Intézetben (National Institute of Polar Research - NIPR).

## Az antarktiszi meteoritok fölhalmozódásának folyamata
Az Antarktiszt borító jégmező lassú mozgásban van a part felé és centiméter per év sebességgel mozdul el. A reá hullott meteoritok beágyazódnak a frissen hullott hóba és együtt mozdulnak el a jégmezővel. Amikor azonban parti hegység útját állja e mozgásnak, a föltorlódó (centiméteres magasságú) jégtöbblet fokozatosan jobban elpárolog, ezért a kőzetdarabok ezeken a helyeken a felszínre bukkannak. Nem csak ott, ahol parti hegység van, hanem ott is, ahol a hóréteg alatt a talajszint jelentősen megemelkedik. Ezt a mechanizmust Yanai Keizo japán kutató ismerte föl.
Magyarországi kutatók is rendszeresen kölcsönzik a földkerekség egyik legnagyobb gyűjteményének kőzetmintáit tudományos vizsgálataikhoz. A fél évre kölcsön kapott kis gyűjteményben 30 meteorit vékonycsiszolata található. A mintakészletben van két holdi és egy marsi meteoritminta is.

## A Japán Sarkkutató Intézet antarktiszi meteoritgyűjteményének kölcsönzése
A tokiói Nemzeti Sarkkutató Intézet (NIPR) évente rendez egy konferenciát az új vizsgálatok áttekintésére. Az Eötvös Loránd Tudományegyetem kutatói már 1994 óta részt vesznek ezeken a konferenciákon és beszámolnak a hazai meteoritkutatásokról.